# Villarejo (Ávila)
Villarejo es una localidad española perteneciente al municipio de San Juan del Molinillo, en la provincia de Ávila (Castilla y León). En el año 2022 tenía una población de 29 habitantes.

## Historia
A mediados del siglo XIX, el lugar pertenecía al municipio de Navalmoral. La localidad aparece descrita en el decimosexto volumen del Diccionario geográfico-estadístico-histórico de España y sus posesiones de Ultramar de Pascual Madoz de la siguiente manera:

VILLAREJO: l. en la prov. de Avila, part. jud. de Cebreros, felig. y térm. jurisd. de Navalmoral, en cuyo pueblo están incluidas las circunstancias de su pobl. y riqueza (V.): sit. en la falda de Sierra Palomera, y a 1/4 de hora N. del Molinillo: tiene 73 casas de mediana construccion, y atraviesa por alguna de sus calles un arroyo de poca agua, que nace en la inmediata sierra: la garganta llamada del Zapatero, pasa al O. de las casas, y los vecinos se surten de aguas para sus usos de las de una fuente: hay una ermita la Vera-Cruz, con culto público á espensas de una cofradía.
(Madoz, 1850, p. 259)

## Demografía
| Gráfica de evolución demográfica de Villarejo entre 2000 y 2011               |
|                                                                               |
| Población (2000-2011) según el nomenclátor de unidades poblacionales del INE. |